# بريدة
مدينة بريدة هي مقر الإمارة في منطقة القصيم في المملكة العربية السعودية وأكبر مدن القصيم، حيث يبلغ عدد سكانها 571,169 نسمة حسب تعداد السعودية 2022، وتقع في الجزء الأوسط الشرقي من منطقة القصيم، على حافة وادي الرمة. تحيط ببريدة مجموعة من التلال والمرتفعات الرملية تحوي بينها بعض المنخفضات، والتي تعد أراض زراعية خصبة جداً بسبب سهولة استخراج المياه من باطنها المغطى بطبقة من الصخر الكلسي والجبسي. من جانب المناخ مناخها بوجه عام قاري صحراوي، نظراً لإحاطة المسطحات الرملية بها ولقلة أمطارها، فهي حارة صيفاً، باردة شتاءً قليلة الرطوبة النسبية، وتسودها الرياح الشمالية التي تعمل على خفض الحرارة في الصيف، والشمالية الشرقية التي تعمل على خفض الحرارة في الشتاء. وتقدر مساحة مدينة بريدة حالياً بحوالي 1300 كيلومتر مربع تقريبًا. وتشتهر مدينة بريدة بالزراعة وكثرة المزارع التي تنتج التمور ولديها سوق عالمي خاص بتجارة التمور يوجد فيه كل أنواع التمور وتُعد مكانًا مهمًا يأتي إليه العرب لشراء التمور خصيصًا، في 8 نوفمبر 2021 أدرجت منظمة الأمم المتحدة للتربية والعلوم والثقافة «يونسكو»، مدينة بريدة ضمن شبكة اليونسكو للمدن المبدعة، في مجال فن الطهي.

## التسمية
اختلفت آراء الباحثين والدارسين على سبب تسمية بريدة، حيث لم يتفقوا على سبب معين وعللوا ذلك أن الاسم قديمٌ جدًا، ولم يجدوا وثائق تاريخية مكتوبة يستند إليها إلا أقوال رواة بعضهم عن بعض. فقد قيل عن سبب تسمية بريدة باسمها، أن أصلها بئر للإبل حفره الصحابي بريدة بن الحصيب الذي أرسله الرسول ليتفقد إبل الصدقة إلا أن الأديب محمد بن ناصر العبودي عارضها بشدة لأنها لا تستدل إلى مصدر تاريخي. وقيل أنها سميت بريدة لكثرة مائها وبروده وقيل أن تسميتها نسبةً لأول من عمرها واسمه «البريدي». وذكر في تسميتها أنها كانت روضة مياه ينبت فيها نبات البردي، وكانت هذه الروضة التي تقع في الأراضي الطينية في غربي المدينة القديمة تسمى «البردية» نسبة إلى البردي ثم بُسّط الاسم حتى أصبح بريدة. وكما قيل أنهُ كان أصلها بئراً حفرها الصحابي بريدة ابن الحصيب الأسلمي حين أرسله النبي {صلى} لتفقد إبل الصدقة.

## التاريخ

### التأسيس
عندما خرج آل أبي عليان التميميون من بلدة ثرمداء أيام الحروب التي وقعت على العناقر، وسكنوا ضرية، وأميرهم آنذاك راشد الدريبي. وكانت بريدة ماءً لآل هذال من عنزة، فاشتراها راشد منهم وعَمَرها هو ومن كان معه، وذلك سنة 1577.

## السكان
تعداد السعودية 2022
بلغ عدد سكان مدينة بريدة (571,169) نسمة حسب تعداد السعودية 2022، عدد السعوديين (369,814) نسمة بنسبة 64.7%، وعدد غير السعوديين (201,355) نسمة بنسبة 35.3%.
وفقًا للتعداد العام الذي أجري في عام 2017 في السعودية فقد بلغ إجمالي عدد سكان مدينة بريدة 590,312 نسمة وهي بهذا تحتل المرتبة الأولى من حيث عدد السكان مقارنة بمحافظات المنطقة حيث يشكلون أكثر من 52% من إجمالي عدد سكان القصيم.

## الجغرافيا

### المناخ
| البيانات المناخية لـبريدة         | البيانات المناخية لـبريدة | البيانات المناخية لـبريدة | البيانات المناخية لـبريدة | البيانات المناخية لـبريدة | البيانات المناخية لـبريدة | البيانات المناخية لـبريدة | البيانات المناخية لـبريدة | البيانات المناخية لـبريدة | البيانات المناخية لـبريدة | البيانات المناخية لـبريدة | البيانات المناخية لـبريدة | البيانات المناخية لـبريدة | البيانات المناخية لـبريدة |
| الشهر                             | يناير                     | فبراير                    | مارس                      | أبريل                     | مايو                      | يونيو                     | يوليو                     | أغسطس                     | سبتمبر                    | أكتوبر                    | نوفمبر                    | ديسمبر                    | المعدل السنوي             |
| --------------------------------- | ------------------------- | ------------------------- | ------------------------- | ------------------------- | ------------------------- | ------------------------- | ------------------------- | ------------------------- | ------------------------- | ------------------------- | ------------------------- | ------------------------- | ------------------------- |
| متوسط درجة الحرارة الكبرى °م (°ف) | 19.2 (66.6)               | 22.3 (72.1)               | 26.5 (79.7)               | 32.4 (90.3)               | 38.5 (101.3)              | 42.1 (107.8)              | 43.2 (109.8)              | 43.4 (110.1)              | 40.9 (105.6)              | 35.3 (95.5)               | 26.7 (80.1)               | 21.3 (70.3)               | 32.7 (90.8)               |
| المتوسط اليومي °م (°ف)            | 12.8 (55.0)               | 15.2 (59.4)               | 19.2 (66.6)               | 24.9 (76.8)               | 30.6 (87.1)               | 33.5 (92.3)               | 34.5 (94.1)               | 34.8 (94.6)               | 32.1 (89.8)               | 26.9 (80.4)               | 19.8 (67.6)               | 14.7 (58.5)               | 24.9 (76.9)               |
| متوسط درجة الحرارة الصغرى °م (°ف) | 6.3 (43.3)                | 8.1 (46.6)                | 11.9 (53.4)               | 17.4 (63.3)               | 22.7 (72.9)               | 24.9 (76.8)               | 25.7 (78.3)               | 26.1 (79.0)               | 23.3 (73.9)               | 18.5 (65.3)               | 12.8 (55.0)               | 8.0 (46.4)                | 17.1 (62.9)               |
| معدل هطول الأمطار مم (إنش)        | 21.2 (0.83)               | 10.8 (0.43)               | 26.7 (1.05)               | 28.8 (1.13)               | 13.9 (0.55)               | 0 (0)                     | 0 (0)                     | 0.1 (0.00)                | 0.1 (0.00)                | 4.3 (0.17)                | 24.2 (0.95)               | 15.6 (0.61)               | 145.7 (5.72)              |
| متوسط أيام هطول الأمطار           | 6.2                       | 3.0                       | 6.3                       | 8.1                       | 3.5                       | 0.0                       | 0.0                       | 0.1                       | 0.1                       | 1.4                       | 5.3                       | 4.5                       | 38.5                      |
| المصدر:                           |                           |                           |                           |                           |                           |                           |                           |                           |                           |                           |                           |                           |                           |

## الاقتصاد

### الزراعة

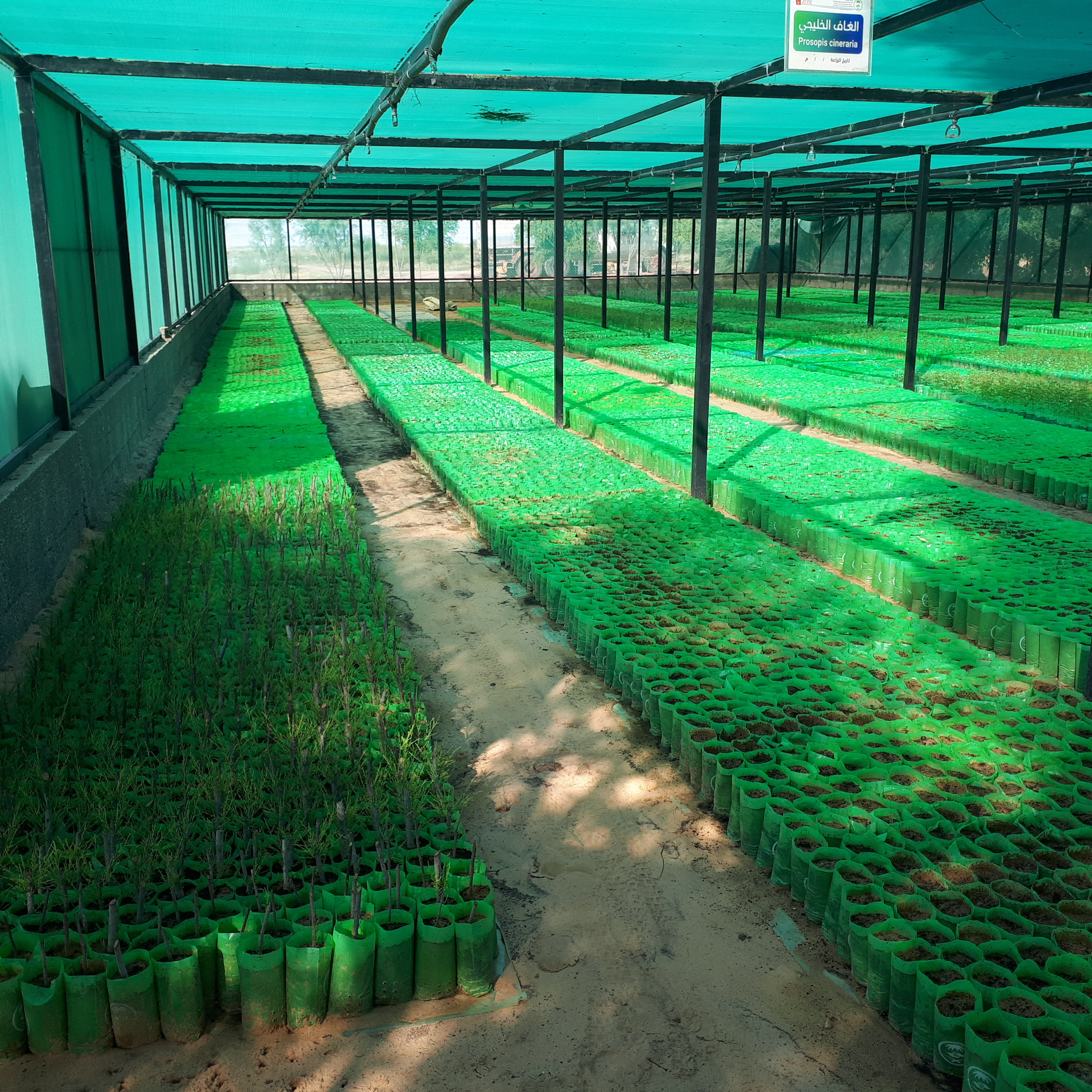
البيوت الزراعية المحمية في المركز الوطني للتصحر بريدة، السعودية

تتوفر في مدينة بريدة الأراضي الرملية الطفيلية التي تتكون من تربة كلسية خشنة إلى متوسطة الخشونة في التركيب بالإضافة للعديد من العناصر والأملاح والمياه الجوفية والظروف المناخية الملائمة لزراعة معظم المحاصيل الزراعية الهامة مثل القمح والخضروات والفواكه والتمور والأعلاف الخضراء وقد بلغ إجمالي مساحة الأرض المزروعة في منطقة القصيم في عام 2005 حوالي 193 ألف هكتار تمثل حوالي 17,4% من إجمالي المساحة المحصولية لجميع المحاصيل في المملكة والتي بلغت 1,1 مليون هكتار في عام 2005.

## المعالم
يمكن للزائر زيارة:
- برج مياه بريدة: ويفتح للزوار في وقت الصيف (المهرجان).سوق بريدة للتمور

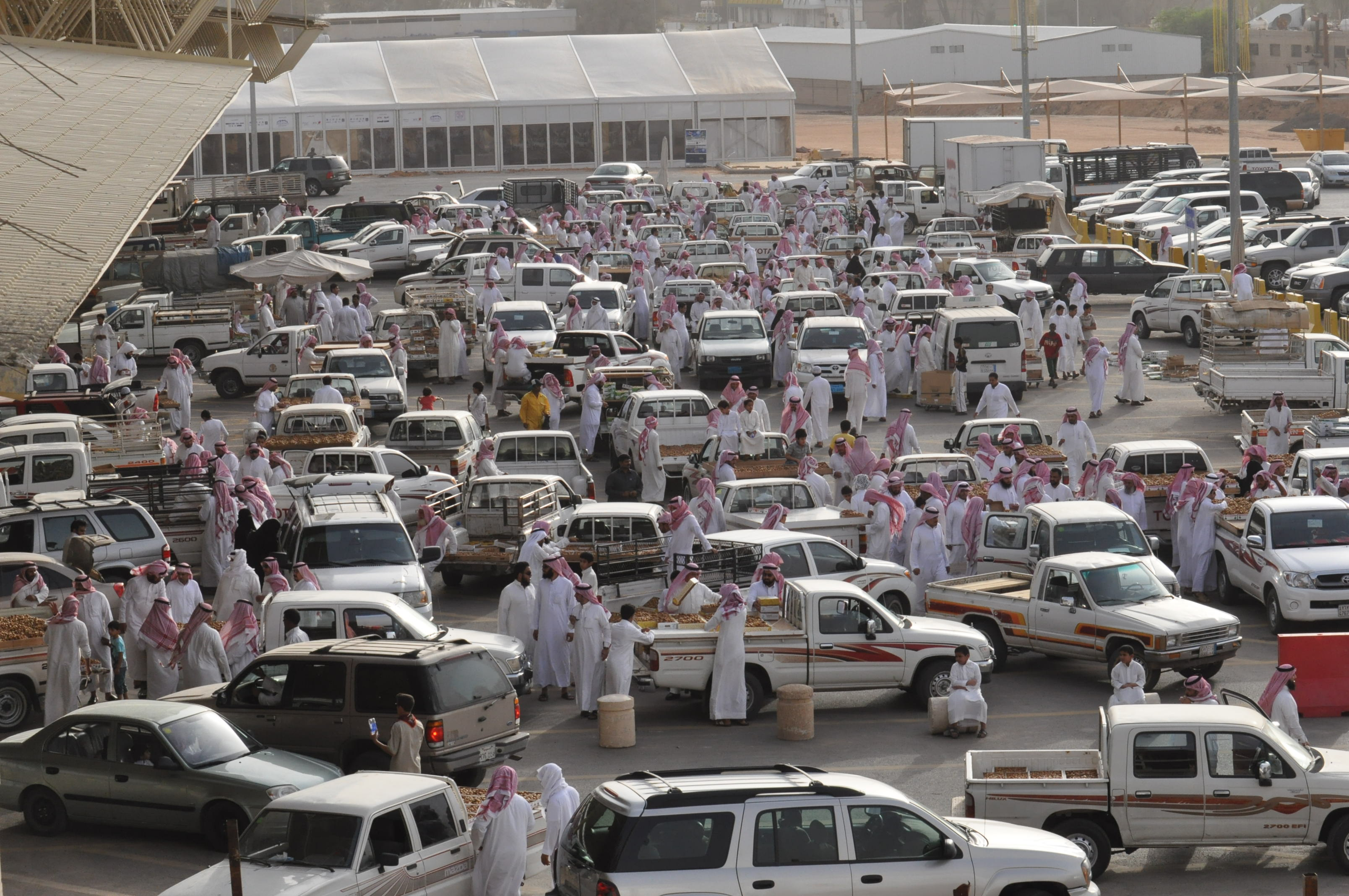
سوق بريدة للتمور

- مدينة للأنعام والذي يعد أكبر سوق للأنعام في العالم، ويقع في شرق بريدة.
- سوق بريدة للتمور وهو أكبر سوق تمور في العالم، ويقع في وسط بريدة.
- متحف بريدة طريق الملك عبد العزيز بجانب برج المياه.
- سوق الجردة التاريخي كان “ سوق الجردة” يعتبر واحداً من أهم الأسواق التجارية الرئيسية في نجد.

مركز الملك خالد الثقافي بريدة

- الجامع الكبيرمركز الملك خالد الثقافي بريدةمركز الملك خالد الحضاري ببريدة هو مجمع حضاري اجتماعي أنشئ ليكون مقراً للمناسبات والمؤتمرات. يتضمن المركز مرافق متعددة، مثل المسرح المغلق، والمسرح المفتوح "المسرح الروماني"، وصالة استقبال رئيسية، وصالة طعام، وصالة تجهيزات ومستودعات، وصالة اجتماعات، وحديقة للعائلات.
- مركز الملك خالد الثقافي بريدة

## المساجد
آخر إحصائية من الأوقاف ببريدة، فإن المساجد التابعة للأوقاف هي 1770 مسجد.

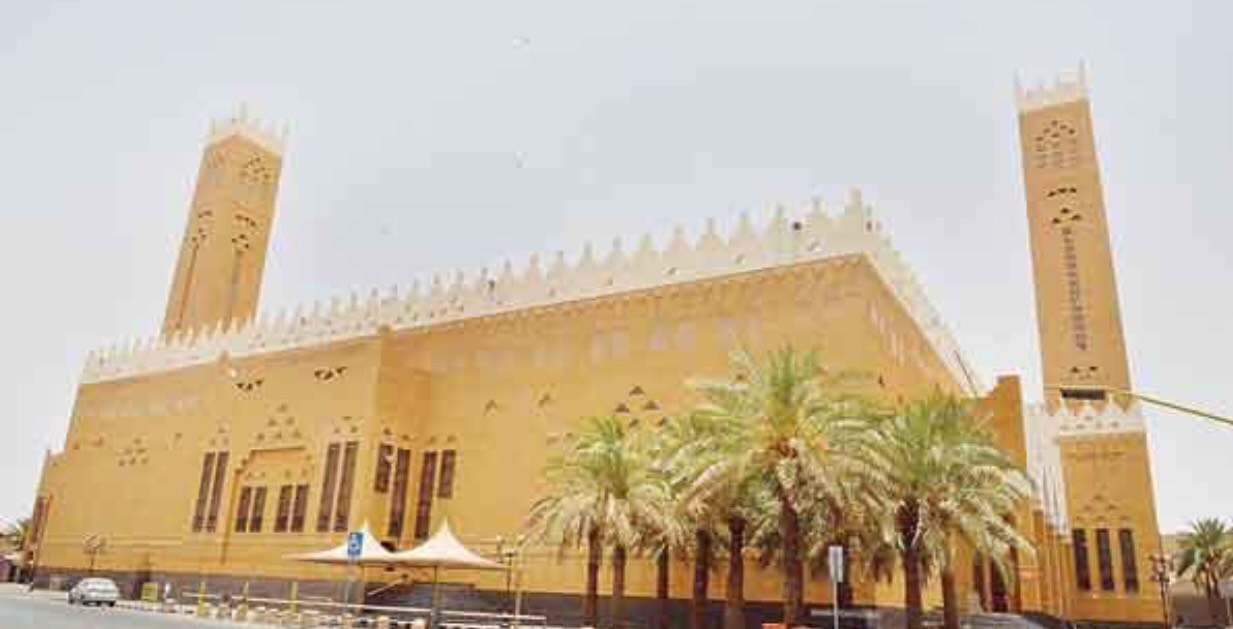
الجامع الكبير، أول جامع بني في بريدة

### تسوق
- مجمع النخيل بلازا: وهو عباره عن سوق عصري مغلق متكامل ويقع شمال بريدة.
- العثيم مول: طريق عثمان بن عفان.العثيم مول
- مجمع العمري: طريق أبو بكر الصديق.

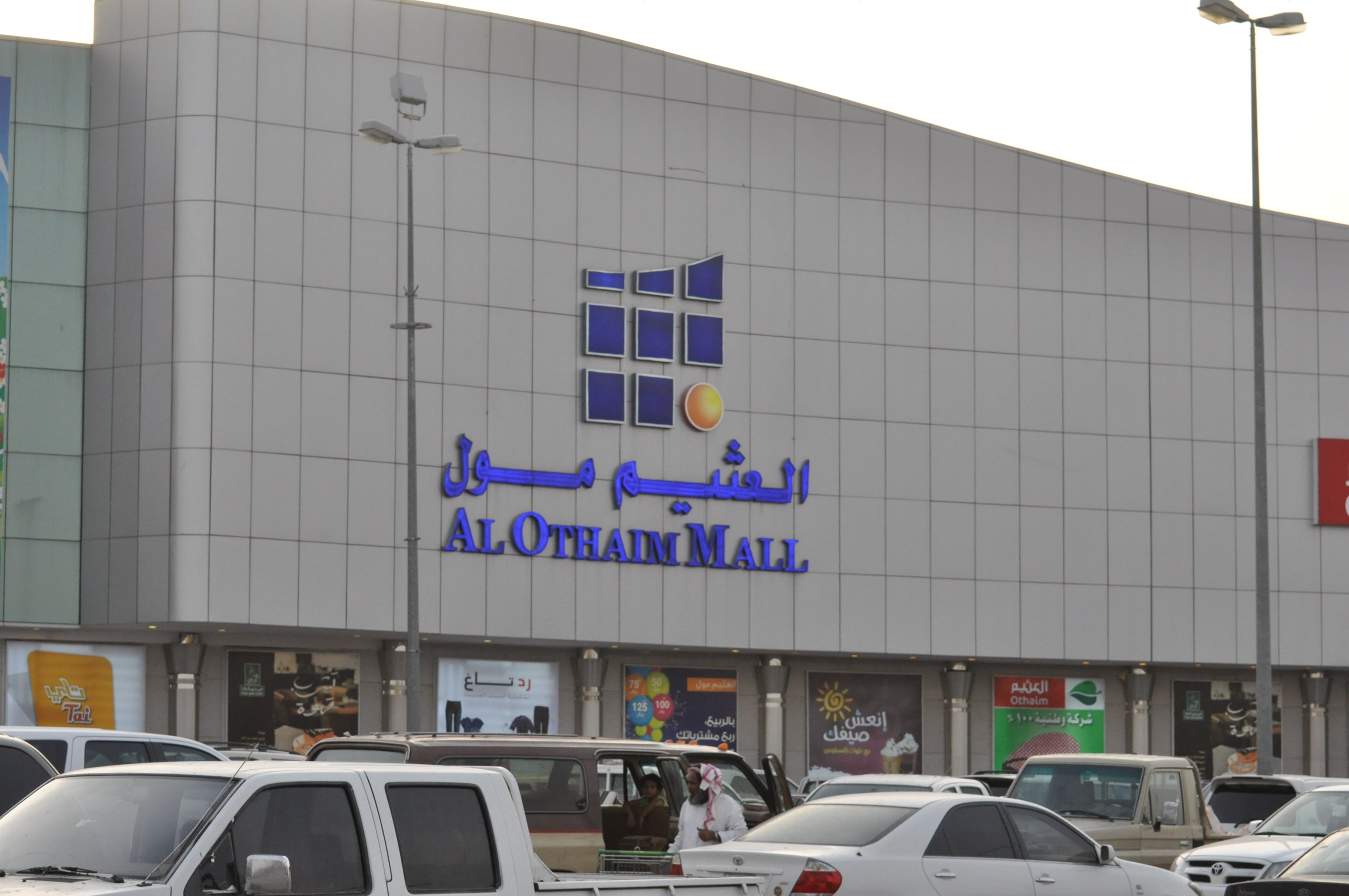
العثيم مول

- أسواق الجبيلي: طريق الأمير فيصل بن بندر بن عبد العزيز.
- الحسون سنتر: طريق عثمان بن عفان.
- مبارك ستايل: طريق عثمان بن عفان.
- سمينا: أمام مجمع النخيل بلازا.
- مصنع باسقات القصيم للتمور: طريق الملك عبد العزيز.
- سوق بريدة المركزي للخضار: جنوب بريدة.
- الراشد مول: يقع بجانب مستشفى الولادة والأطفال.
- سوق الجردة: سوق شعبي جنوب بريدة.

### المواقع الترفيهية
المواقع من حدائق ومنتزهات ومنتجعات:
- حديقة الملك عبد الله بن عبد العزيز: طريق الملك فهد شرقاَ على الدائري الشرقي وهي حديقة كبيرة وتبلغ مساحتها حولي 1.671.113 م2 صممت بطريقة جميلة فيها جلسات متنوعة للأسر ودورات مياه وكوفيهات.
- حديقة الإسكان: امتداد طريق عثمان بن عفان وتفصل بين إسكان 3 و 6 وهي حديقة صممت بطريقة جميلة ورائعة وفيها جلسات متتنوعة للأسر وتنسيقها يمنحها حظوة لدى الزوار.
- منتزه الرفيعة: وهو يقع بحي الرفيعة قريب من ميدآن الهدية.
- منتزه البصر: تقع على امتداد طريق الملك فهد غرباَ - طريق المطار.
- منتزه الجراد: وهو يقع شرق بريدة على الدائري الشرقي.
- منتزه الهدية: وهو يقع شرق بريدة على الدائري الشرقي.
- منتزه الأبراج  * وهو يقع في حي الوسيطى
- منتزه الخليج الترفيهي: يقع في غرب بريدة على الدائري الغربي وفيها شاليهات ومسبح كبير وأماكن للجلوس وألعاب إلكترونية.
- منتجع العييري بارك: يقع شمال مدينة بريدة شمال الدائري وهو عبارة عدد من الشاليهات والخدمات المرافقة.
- منتجع السياحي.: يقع شمال بريدة وهو عبارة عن شاليهات وألعاب...إلخ.
- حديقة مركز الملك خالد الحضاري: يقع على تقاطع طريق الملك فهد وطريق أبي بكر الصديق.

المدن الترفيهية (الألعاب)
- مدينة ألعاب الأسرة: وهي في حي الإسكان (3) طريق عثمان بن عفان وهي حديقة رائعة أساسا أضيفت لها العاب إلكترونية.
- مدينة ألعاب الحكير: جوار مجمع النخيل بلازا وفيها جلسات جيدة رغم صغر مساحتها وتوجد في أرقى حي ببريدة وفيها مجموعة ألعاب جيدة ومناسبة خاصة للأطفال.
- سفوري لاند: وهي صالة كبيرة موجودة في مجمع العثيم مول بطريق عثمان بن عفان.
- قرين لاند: طريق الملك عبد العزيز.

## أمراء بريدة
1. الأمير راشد الدريبي من العناقر من تميم 985 هـ
2. الأمير حمود بن عبد الله الدريبي من آل أبو عليان 1153 هـ
3. الأمير راشد بن حمود الدريبي من آل أبو عليان 1154 هـ
4. الأمير عبد الله بن حسن من آل أبو عليان 1183 هـ
5. الأمير راشد بن حمود الدريبي من آل أبو عليان 1188 هـ
6. الأمير عبد الله بن حسن من آل أبو عليان 1189 هـ
7. الأمير حجيلان بن حمد من آل أبو عليان 1190 هـ
8. الأمير عبد الله بن حجيلان بن حمد من آل أبو عليان 1234 هـ
9. الأمير رشيد سليمان الحجيلاني من آل أبو عليان 1235 هـ
10. الأمير عبد الله بن محمد بن عبد الله بن حسن من آل أبو عليان 1235 هـ
11. الأمير محمد العلي العرفج من آل أبو عليان 1237 هـ
12. الأمير عبد العزيز بن محمد بن عبد الله من آل أبو عليان 1243 هـ
13. الأمير عبد المحسن بن محمد بن عبد الله من آل أبو عليان 1266 هـ
14. الأمير عبد العزيز بن محمد بن عبد الله من آل أبو عليان 1267 هـ
15. الأمير عبد الله بن عبد العزيز بن عدوان من آل أبو عليان 1275 هـ
16. الأمير محمد الغانم من آل أبو عليان 1276 هـ
17. الأمير عبد العزيز بن محمد بن عبد الله من آل أبو عليان 1276 هـ
18. الأمير عبد الرحمن بن إبراهيم من قبيلة الفضول 1277 هـ
19. الأمير محمد بن احمد السديري 1279 هـ من قبل ابن سعود
20. الأمير سليمان بن رشيد بن سليمان الحجيلاني من آل أبو عليان 1280 هـ
21. الأمير مهنا بن صالح أبا الخيل 1280 هـ
22. الأمير حسن بن مهنا أبا الخيل 1292 هـ
23. الأمير حسين بن جراد 1308 هـ
24. الأمير سالم بن علي السبهان 1318 هـ
25. الأمير صالح بن حسن بن مهنا أبا الخيل 1321 ه
26. الأمير محمد بن عبد الله بن مهنا أبا الخيل 1324 هـ

## العاصمة الإدارية لمنطقة القصيم
1. الأمير عبد الله بن جلوي
2. الأمير فهد بن معمر 1329 هـ
3. الأمير عبد العزيز بن مساعد بن جلوي1334 هـ
4. الأمير فهد بن معمر 1336 هـ
5. الأمير عبد الرحمن بن معمر 1339 هـ
6. الأمير عبد العزيز بن مساعد بن جلوي 1340 هـ
7. الأمير مبارك بن مبيريك  1342 هـ
8. الأمير مشاري بن جلوي 1346 هـ
9. الأمير تركي بن ذعار 1349 هـ
10. الأمير مبارك بن مبيريك 1351 هـ
11. الأمير عبد الله بن فيصل بن فرحان آل سعود 1354 هـ
12. الأمير عبد الله بن عبد العزيز بن مساعد 1366 هـ
13. الأمير محمد بن عبد الله بن بتال 1375 هـ
14. الأمير سعود بن هذلول 1378 هـ
15. الأمير فهد بن محمد بن عبد الرحمن آل سعود 1382 هـ
16. الأمير عبدالإله بن عبد العزيز آل سعود  1400 هـ
17. الأمير فيصل بن بندر بن عبد العزيز آل سعود 1412 هـ
18. الأمير فيصل بن مشعل بن سعود آل سعود 1436 هـ - حتى الآن.

## تاريخ وحدث
| اسم الواقعة       | التاريخ |
| ----------------- | ------- |
| المليدا           | 1308 هـ |
| الصريف            | 1318 هـ |
| الشنانة           | 1322 هـ |
| البكيرية          | 1322 هـ |
| روضة مهنا         | 1324 هـ |
| الطرفية           | 1325 هـ |
| معركة المجمعة     | 1325 هـ |
| سنة الساحوق       | 1328 هـ |
| حادثة الصفيحة     | 1328 هـ |
| سنة الجوع         | 1328 هـ |
| سيل أبو رفيع      | 1328 هـ |
| وقعة وادي الرشا   | 1328 هـ |
| وقعة غال          | 1329 هـ |
| سنة الفقع         | 1329 هـ |
| سنة بقعاء         | 1329 هـ |
| سنة الصحن         | 1329 هـ |
| وقعة دخن          | 1330 هـ |
| سنة الحصبة        | 1330 هـ |
| سنة جراب          | 1333 هـ |
| سنة الرحمة        | 1337 هـ |
| سنة الجهراء       | 1339 هـ |
| حادثة أبي الغار   | 1340 هـ |
| سنة الجراب        | 1340 هـ |
| النصبة            | 1340 هـ |
| مؤتمر الرياض      | 1342 هـ |
| حادثة الروضة      | 1343 هـ |
| المحمل المصري     | 1344 هـ |
| سنة البرد         | 1345 هـ |
| وقعة جبلة         | 1347 هـ |
| وقعة السبلة       | 1347 هـ |
| خباري وضحاء       | 1348 هـ |
| نجران والسليل     | 1350 هـ |
| سنة السلمية       | 1351 هـ |
| حرب اليمن         | 1352 هـ |
| حادثة العفجة      | 1352    |
| سنة الجدري        | 1358 هـ |
| سنة جبار          | 1360 هـ |
| سنة الشهاقة       | 1360 هـ |
| سنة الدباء        | 1364 هـ |
| سنة خريف          | 1364 هـ |
| سنة الظلمة        | 1371 هـ |
| سنة الغرقة الهدام | 1376 هـ |

سنة الغرقة الهدام
سنة الغرقة في بريدة حدثت عام 1376 هـ، وقد هطلت أمطار عظيمة في بريدة في هذه السنة حيث اجتاحت السيول القصيم وهدمت البيوت فكان الناس يستغيثون الله أن يمسك السماء، فتعطلت الدراسة وسقطت البيوت وخرج الناس إلى البراري يفترشون الأرض ويلتحفون السماء حيث كانوا يخيمون بالقرب من مستشفى بريدة المركزي حالياً لأنه مكان مرتفع والغني في تلك الفترة من يملك بساطاً يرفعه بأعواد يتوقى المطر ولقد استمرت الأمطار أربعين يوم وفيها سقط الجامع الكبير ببريدة من المطر.
سنة الرحمة
ومن أخبار هذه السنة ذكر الشيخ إبراهيم العبيد مؤلف تاريخ أولي النهي والعرفان في الجزء الثاني ص 243 (سنة الرحمة يؤرخ أهل نجد بها وقع فيها الطاعون والعياذ بالله وهلك بسببه في قلب الجزيرة العربية ألوف من الأنفس البشرية وكان عظيماً وفشا المرض في الناس وقل من يسلم منه، وهذا المرض عبارة عن جراثيم قتالة لا تدركها العيون المجردة ولقد وقع هذا الوباء في بداية هذه السنة عام 1337 هـ وكان عاماً في نجد والأحساء والخليج والعراق واستمر ثلاثة أشهر والعياذ بالله وبسببه هجرت مساجد وخلت بيوت من السكان وهملت المواشي في البراري فلا تجد لها راعياً وساقياً فكان يصلى في اليوم على 100 جنازة بسبب هذا المرض ولقد تكسرت النعوش وجعلوا عنها عوضاً الأبواب لحمل الموتى فكان المحسن في ذلك الزمن من همه حفر القبور والنقل إليها ولقد توفي في هذا الوباء الأمير تركي بن عبد العزيز آل سعود)
سنة الجوع
لقد نزلت بالمسلمين عام 1327 هـ مسغبة عظيمة وجوعاً شديداً وذلك في نجد فكان الناس يأكلون ولا يشبعون ولله في ذلك حكمة ولقد شوهد في تلك السنة من يأكل الأعشاب والعظام والقد والنوى وارتفعت الأسعار ووصل سعر البر الصاعين بريال وخمس وزنات تمر بريال.

## التعليم
كان لموقع مدينة بريدة الجغرافي دور في تلقي العلم، حيث كان أهلها يتلقون العلم بالسفر إلى علماء العراق والحجاز حتى عرف علمائها تباين المذاهب والمدارس استمرت حتى وقت قريب، كان ينتشر في المنطقة المذهب الحنبلي، في العصر الحديث تطور التعلم في مدينة بريدة إلى التعليم النظامي خاصة حين انتقال أسرة آل سليم من الدرعية إلى القصيم، وأخذ العديد من مشائخ آل سليم تدرس العلوم الشرعية والفلك والحساب في البدايات والكتاتيب إلى التعليم النظامي الرسمي حيث افتتحت أول مدرسة ابتدائية فيها عام 1356 هـ وكان مديرها الشيخ عبد الله إبراهيم السليم وقد أخرج التعليم في بريدة العديد من المشائخ والعلماء إلى أن تطورت المنظومة التعليمية حتى بلغت الآن أكثر من مائة وخمسون مدرسة ابتدائية وأكثر من خمسين مدرسة متوسطة وأكثر من ثلاثون مدرسة ثانوية بالإضافة إلى مدارس وكليات التعليم الفني حيث فيها كلية تقنية متوسطة وكلية تقنية زراعية وثانوية تجارية ومركز للتدريب المهني، أما التعليم الجامعي فيوجد فيها جامعة القصيم(حكومية) التي تضم عدة كليات منها كلية طب الأسنان وكلية الطب البشري وكلية العلوم الطبية وكلية الصيدلة وكلية الطب البيطري وكلية العلوم (كيمياء، فيزياء، رياضيات) وكلية الزراعة والاقتصاد وكلية الهندسة بأقسامها وكلية الحاسب الألي وكلية اللغة العربية وكلية الشريعة والدراسات الإسلامية بأقسامها (شريعة، دراسات إسلامية، قراءات، أنظمة) وكلية التربية (تربية خاصة، علم نفس، رياض أطفال)، وكلية الآداب. وجامعة القصيم الأهلية وتضم عدة كليات وأقسام، وكليات الغد الدولية للعلوم الصحية وكليات بريدة الأهلية وتضم عدداً من الأقسام أغلبها علمي والأكاديمية الدولية للعلوم الصحية.. أما تعليم البنات ففي مدينة بريدة حالياً قرابة مائة وخمسون مدرسة ابتدائية وحوالي خمسين مدرسة متوسطة وأكثر من ثلاثين مدرسة ثانوية ويوجد بها كليات للبنات بجامعة القصيم.

### المرحلة الابتدائية
| - الأصمعي حي الصفراء. - تحفيظ قرآن الخوارزمي حي الإسكان. - محمد الفاتح حي المنار (حي مشعل سابقاً). - أبو بكر الصديق حي الضاحي. - ابن حجر العسقلاني دار الملاحظة. - ابن إسحاق حي الربوة. - ابن الأثير حي الروضة. - ابن تيمية حي التغيرة. - ابن جرير حي الصالحية. - ابن خزيمة حي الصفراء. - ابن دقيق العيد حي الإسكان. - ابن رجب حي المنار (حي مشعل سابقاً). - ابن عقيل حي المنتزة. | - ابن ماجة حي الجامعيين. - أبو دجانة حي النقع. - أبو هريرة حي البساتين. - أحد حي الهلال. - الآمدي حي الرابية. - الأندلس السوق المركزي. - الإمام أحمد بن حنبل حي سلطانة الشرقية. - الإمام ابن حزم الصبيحية. - الإمام أبي حنيفة حي الوسيطى. - الإمام السيوطي حي النهضة. - الإمام الشافعي شارع الامارة. - الإمام النووي حي الملك فيصل. - الإمام مالك حي الفايزية. - الإمام مسلم حي البصيرية. | - الامام البغوي حي الصفراء. - لامام الذهبي حي الصفراء. - البراء بن مالك حي الرابية. - البشائر المنتزة الشرقي. - البيهقي حي العلياء. - التضامن الإسلامي حي الرفيعة. - الحسن البصري حي الربوة. - الحسن بن علي حي الفايزية. - الحسن بن علي العكيرشة. - الخوارزمي حي الإسكان. - أبي كعب الأنصاري حي التوفيق. - انجال القصيم حي النزية. - محمد بن القاسم حي الشقة. - أويس بن عامر حي الريان. |

- صالح بن سليمان العمري حي الإسكان

### المرحلة المتوسطة
- الــجــزيــرة حي الفايزية
- ابــن هــشــام حــــي الـمـنـتــزة.
- بلاط الــــــشـهـداء حـي الإســكـان.
- أبـي الحـسـن النــدوي حــي الافـــق.
- أبي أيوب الأنصاري حـي المطار القديم.
- أبي داود حي المنار (حي مشعل سابقاً).
- ابـن عبـد الـبـر حـــي الصــفــراء.
- ابـــن قــدامـــة حـــي الـــســلام.
- المعهـد الـعلـمـي بــالــجنـــــوب.
- مـتـوسـطـة سـيـبـويـه حـي الصفـراء.
- متــوســـطــة إبــــن حـــمــيـــد.
- متوسطة الأمين حي الريان.
- متوسطة إمام الدعوة
- متوسطة القادسية
- متوسطة قتادة بن النعمان.
- متوسطة القيروان التعليمة طريق الملك سلمان.
- متوسطة الامام الترمذي حي الوسيطى
- مدرسة الإمام تركي بن عبد الله حي سلطانة الشرقية

### المرحلة الثانوية
- ثانوية مجمع الأمير فيصل بن مشعل لرعاية الموهوبين حي الافق
- ثانوية محمد بن ناصر العبودي، في حي الزراعي[16]
- ثانوية الغزنوي العامة
- ثانوية الوطن حي الرفيعة
- أبي أيوب الأنصاري حي التوفيق.
- الطحاوي حي الفايزية.
- أبي ذر الغفاري حي السلام.
- ياقوت الحموي خب البريدي
- ثانوية بريدة.
- ولي العهد.
- المعهد العلمي.
- ثانوية الأمين حي الريان.
- ثانوية مجمع الأمير سلطان بن عبد العزيز
- ثانوية العزيزية
- ثانوية عمرو بن العاص
- ثانوية الأمير عبد الإله
- ثانوية الريان
- ثانوية الأمير فيصل بن فهد
- ثانوية نجد

## الصحافة
كان لأبناء بريدة دور مبكر في نهضة الصحافة داخل المملكة وخارجها وكان أول صحفي سياسي من نجد ورائد العمل الصحفي في الشرق العربي هو الأستاذ / سليمان الدخيل، من أبناء بريدة وقد أسس في بغداد عام 1290 هـ جريدة اسمها «الرياض» واستمر صدورها حتى عام 1334 هـ 0 ثم صدرت في بريدة 1379 هـ «جريدة القصيم»وكان مؤسسها وأول رئيس تحرير لها قيل الأستاذ/ عبد الله بن علي الصانع وقيل الشيخ/ صالح بن سليمان العمري. ثم تعاقب على رئاسة تحريرها عدداً من أبناء بريدة حتى توقفت عام 1384 هـ.
أما الأدب فإنه يوجد في بريدة حركة أدبية رائعة حيث برز أكثر من شاعر في الزمن القديم وكان أبرزهم الشاعر المعروف / محمد بن عبد الله العوني ومحمد بن علي العرفج ومحمد الصغير، وللعوني قصيدته المشهورة بالخلوج، ويوجد في مدينة بريدة الآن نادٍ أدبي.

## الخدمات الصحية
في مدينة بريدة عدة وحدات صحية حكومية وخاصة، ومنها:

### المستشفيات الحكومية
- مستشفى الملك فهد التخصصي ببريدة.
- مستشفى بريدة المركزي.
- مستشفى الولادة والأطفال ببريدة.
- مستشفى الأمل للصحة النفسية .
- مستشفى قوى الأمن
- مستشفى طب الأسنان الإقليمي.
- مستشفى الملك سلمان شمال بريدة (يجري العمل به).

### المستشفيات الخاصة

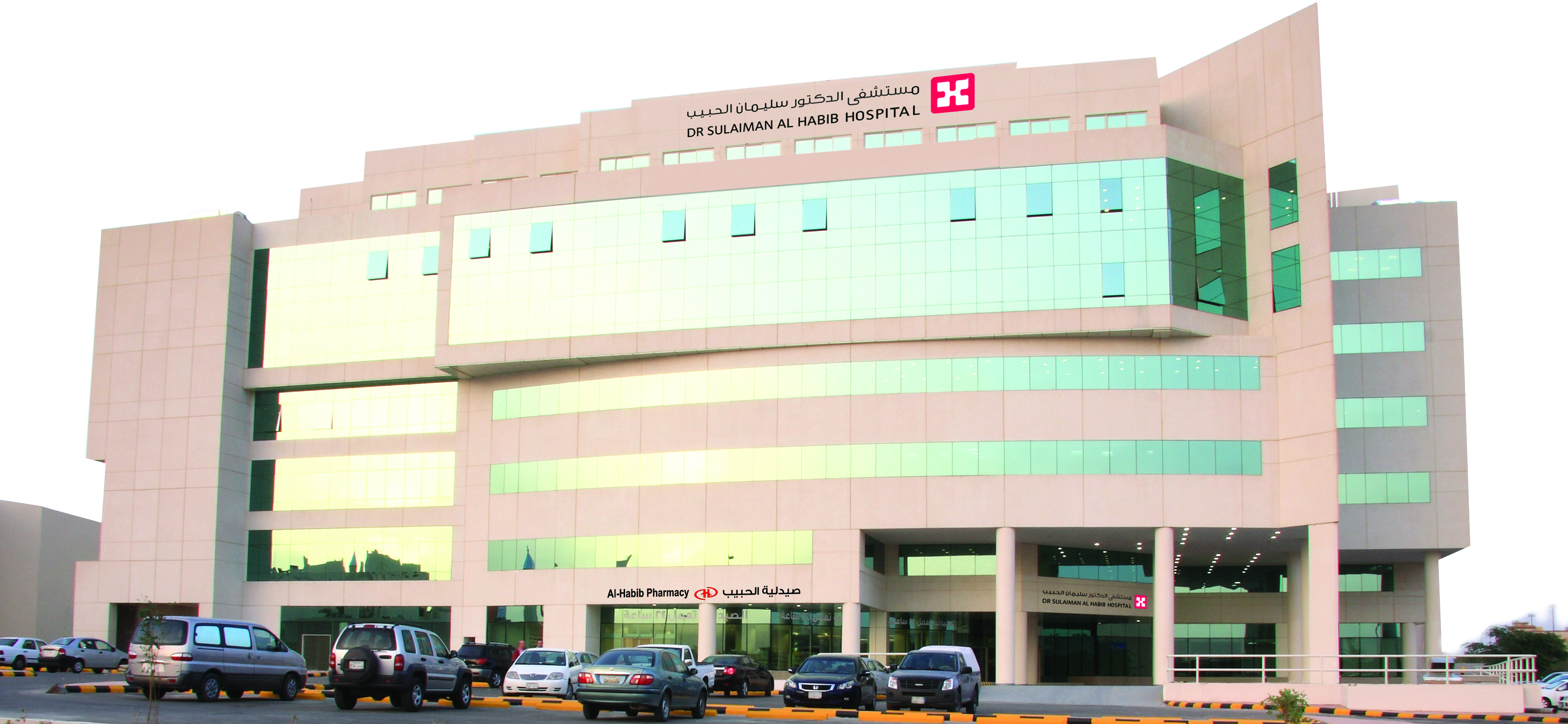
مستشفى الدكتور سليمان الحبيب

- مستشفى الدكتور سليمان الحبيب.
- مستشفى القصيم الوطني.
- مستشفى الفريح.

### المراكز والمستوصفات الخاصة
- مجمع بانوراما الطبية.
- مجمع الفليو الطبي.
- مستوصف السعودي الطبي.
- مستوصف فيحاء 1
- مستوصف فيحاء 2
- مجمع الصفوة الطبي.
- مجمع الشامل الطبي.
- مجمع الفيحاء الطبي.
- مجمع المعالي الطبي النسائي.
- عيادات عناية المستقبل الطبية.
- عيادات الطب الشامل الاستشارية.
- مركز سلامات.
- مستوصف العضيب الطبي.
- مجمع الطب الحديث لطب الأسنان.
- مجمع عيادات بسمة ريفان لطب الأسنان.
- مجمع المدار لطب الأسنان.
- مجمع أجمل ابتسامة لطب الأسنان.
- مجمع كوادر لطب الأسنان.
- مجمع الماسة لطب الاسنان.
- مجمع فهد العجاجي لطب الأسنان.
- مجمع نجيب فرعون لطب الأسنان
- مجمع بلسم الأفق لطب الأسنان.
- مجمع الرواد لطب الاسنان.
- عيادات الجمان لطب الاسنان.
- عيادات بريده لطب الأسنان.
- مستوصف صحة الاسرة لطب الأسنان.
- مجمع ركن عنايتي أسنان- جلدية- تجميل.
- مجمع انفنتي أسنان- جلدية- تجميل.
- مجمع دوف أسنان- جلدية-تجميل.
- عيادات ريقال جلدية- تجميل.
- مجمع هاي كير جلدية-تجميل.
- مركز مغربي للعيون.
- مركز فيجن التخصصي للعيون.

## المواصلات

### الطرق
- طريق القصيم الرياض السريع يبلغ طوله 317 كيلومتراً.
- طريق القصيم المدينة المنورة السريع يبلغ طوله 450 كيلومتراً.
- طريق القصيم حائل السريع يبلغ طوله 250 كيلومتراً.
- طريق القصيم الجبيل السريع يبلغ طوله 400 كيلومتراً. (أنشئ حديثاً)
- يحيط بها طريق دائري سريع ومزدوج طوله 73 كيلو متراً يتخلله 18 تقاطعا بين كبرى وأنفاق، كما يربطها طريق سريع (دولي) يصل إلى الحدود مع الأردن وطريق مفرد بمنطقة مكة المكرمة، كما يربطها شبكة طرق مزدوجة مع باقي محافظات القصيم. وتاريخياً يمر بمدينة بريدة إحدى طرق الحج القديمة القادمة من العراق وهو درب زبيدة.

وتعتبر مدينة بريدة من أهم المدن التجارية القديمة وذلك لكونها مرقدا ومأكلا ومشربا ومتداولة البضائع للمسافرون من الشمال (الشام) إلى الجنوب (اليمن).

### الطيران
أنشئ مطار الأمير نايف بن عبد العزيز الدولي (مطار القصيم الإقليمي سابقًا) جنوب غرب مدينة بريدة بأمر من الملك عبد العزيز عام 1946 وكان أول مدير للمطار الشيخ عبد العزيز بن منصور الجفن ثم تم إغلاق جميع مطارات مدن القصيم وإنشاء مطار إقليمي لمنطقة القصيم بأمر الملك فيصل في ضاحية المليدا غرب مدينة بريدة عام 1964 وتمت توسعته 1984 وحاليًا يقع على مساحة 55,000 كم2 بقدره استيعابيه 550 ألف مسافر. وفي عام 2009 تم فتح الرحلات إلى بعض مدن إقليم الشرق الأوسط مثل دبي والقاهرة.
غُيّر اسم المطار من مطار القصيم إلى مطار الأمير نايف بن عبد العزيز بأمر من الملك عبد الله بن عبد العزيز بعد وفاة نايف بن عبد العزيز آل سعود في 5 يوليو 2012.

#### خطوط وشركات الطيران
- الخطوط الجوية العربية السعودية (الرياض، جدة، الطائف، المدينة المنورة، عرعر، تبوك، الجوف، الدمام، دبي).
- طيران ناس (جدة).
- المصرية العالمية للطيران (القاهرة).
- فلاي دبي (دبي).
- العربية (الشارقة).
- النيل للطيران (القاهرة).
- الخطوط الجوية التركية (إسطنبول) اعتبارا من الأربعاء 5 يونيو 2013

## الأندية الرياضية

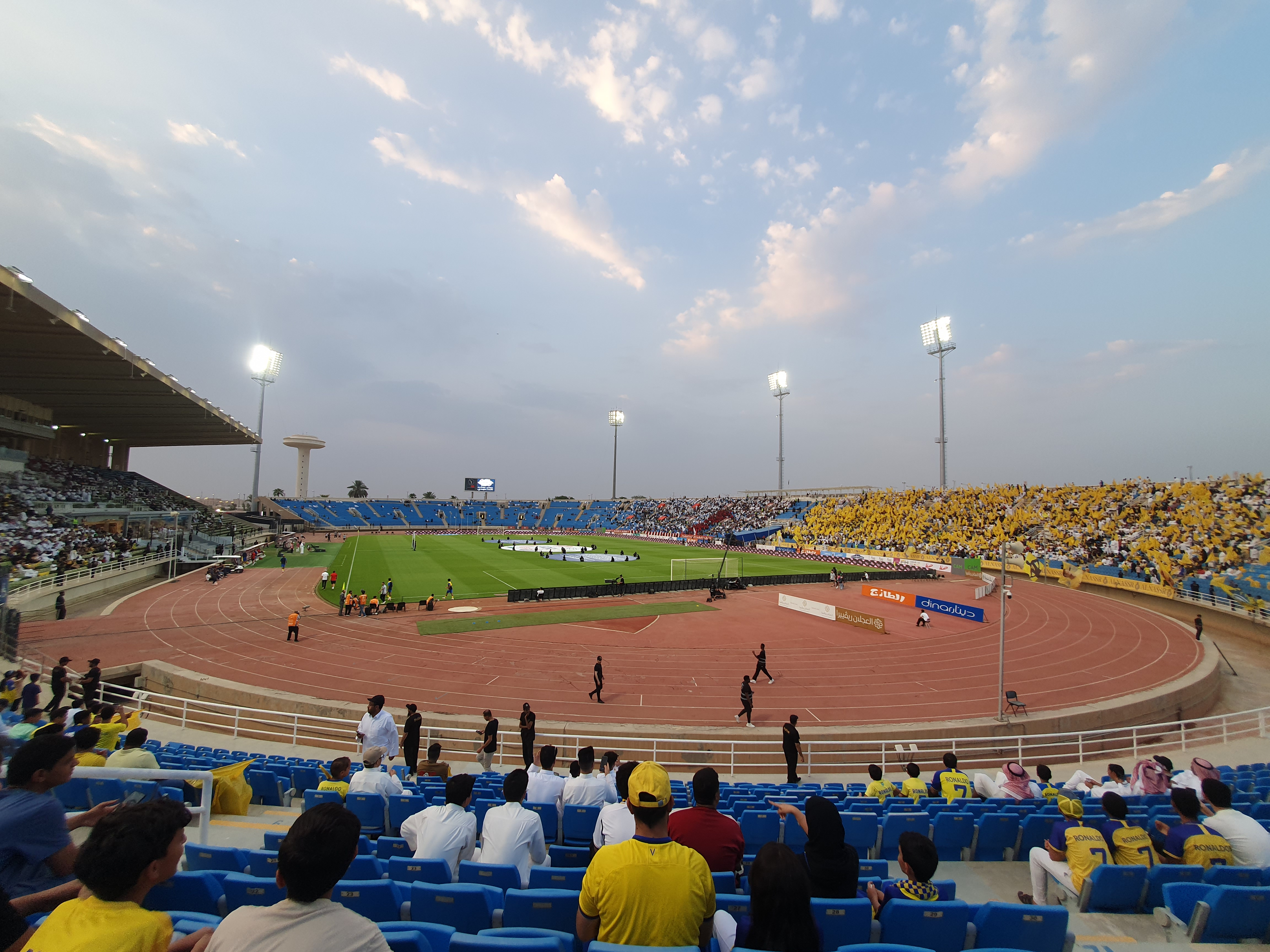
مدينة الملك عبدالله الرياضية (بريدة)

الترتيب على حسب تاريخ إنشاء النادي

شعار نادي التعاون
شعار نادي الرائد
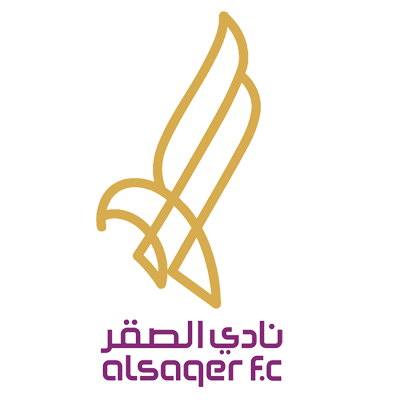
شعار نادي الصقر

- نادي الرائد السعودي
- نادي التعاون السعودي
- نادي الصقر السعودي